# Icono pop
Un icono pop es una celebridad, personaje u objeto cuya exposición en la cultura popular constituye una característica esencial de una sociedad o época determinada. La categorización es usualmente asociada con elementos tales como la longevidad, ubicuidad y distinción. Por otra parte, el estado de un icono pop se distingue de otros tipos de notoriedad fuera de la cultura popular, como las figuras históricas.

## Características
Generalmente, el estado de un icono pop está supeditado a su notoriedad y longevidad. Esto está en contraste con iconos de culto, cuya notoriedad o reconocimiento puede limitarse a una subcultura específica. 
Algunos iconos del pop han dejado una huella duradera e indeleble en el área de su trabajo, y así han alcanzado un lugar duradero de reconocimiento en la sociedad general.
Una de las características de un icono pop es la ubicuidad de las imágenes y alusiones a su figura.
Es común que sea reconocido e incluso celebrado en áreas fuera de su fuente original de su condición como una celebridad. Un ejemplo podría ser Albert Einstein, un físico cuya imagen y legado han sido representados en las historietas, camisas, tarjetas de felicitación y muchos otros contextos.
A menudo, el estado del icono pop implica una distinguida asociación con una sociedad de ideales o arquetipo. No es raro que figuras que tienen un apodo, título o sobrenombre se utilice para enfatizar esta asociación. A veces, el mismo nombre de estas personas se utilizan incluso como sinónimos de ideas comunes.

## Iconos Pop animados
Algunos iconos pop como Gokú, Mickey Mouse, Homero Simpson, Buzz Lightyear, Harry Potter, Batman, Alicia, Bob Esponja, Mario, o Sherlock Holmes son personajes de ficción.
Incluso, objetos inanimados son reconocidos en esta categoría. Algunos acontecimientos en un contexto apropiado, como el juicio a O. J. Simpson también entran en esta categoría.

## Lectura adicional
- Danesi, Marcel (2007). Popular Culture: Introductory Perspectives (en inglés). Rowman & Littlefield. pp. 112–115. ISBN 0-7425-5547-X.
- Cullen, Jim, ed (2001). Popular Culture in American History. UK: Blackwell Publishing. ISBN 0-631-21958-7.

- Datos: Q582878